# Liste der Biografien/Ami
Liste der Biografien |
Portal Biografien |
Personensuche
# |
A |
B |
C |
D |
E |
F |
G |
H |
I |
J |
K |
L |
M |
N |
O |
P |
Q |
R |
S |
T |
U |
V |
W |
X |
Y |
Z |
?
 
Aa |
Ab |
Ac |
Ad |
Ae |
Af |
Ag |
Ah |
Ai |
Aj |
Ak |
Al |
Am |
An |
Ao |
Ap |
Aq |
Ar |
As |
At |
Au |
Av |
Aw |
Ax |
Ay |
Az
 
Ama |
Amb |
Amc |
Amd |
Ame |
Amf |
Amg |
Amh |
Ami |
Amj |
Amk |
Aml |
Amm |
Amn |
Amo |
Amp |
Amr |
Ams |
Amt |
Amu |
Amw |
Amy |
Amz
Die Liste der Biografien führt alle Personen auf, die in der deutschsprachigen Wikipedia einen Artikel haben. Dieses ist eine Teilliste mit 222 Einträgen von Personen, deren Namen mit den Buchstaben „Ami“ beginnt.

## Ami
- Ami, Erwin l’ (* 1985), niederländischer Schachgroßmeister
- Ami, Kiyoko, japanische Jazzmusikerin
- Ami, Rei (* 1995), südkoreanisch-amerikanische Sängerin, Rapperin und Songwriterin

### Amia
- Amiach, Sophie (* 1963), französische Tennisspielerin
- Amian, Kelvin (* 1998), französisch-ivorischer Fußballspieler
- Amian, Quirin (1913–1980), deutscher Zahnarzt
- Amiantus, antiker römischer Toreut
- Amiati (1851–1889), französische Chansonsängerin

### Amic
- Amicarelli, Francisco (1905–1981), argentinischer Pianist und Musikpädagoge
- Amice, Yvette (1936–1993), französische Mathematikerin
- Amichai, Jehuda (1924–2000), deutsch-israelischer LyrikerJehuda Amichai (1924–2000)

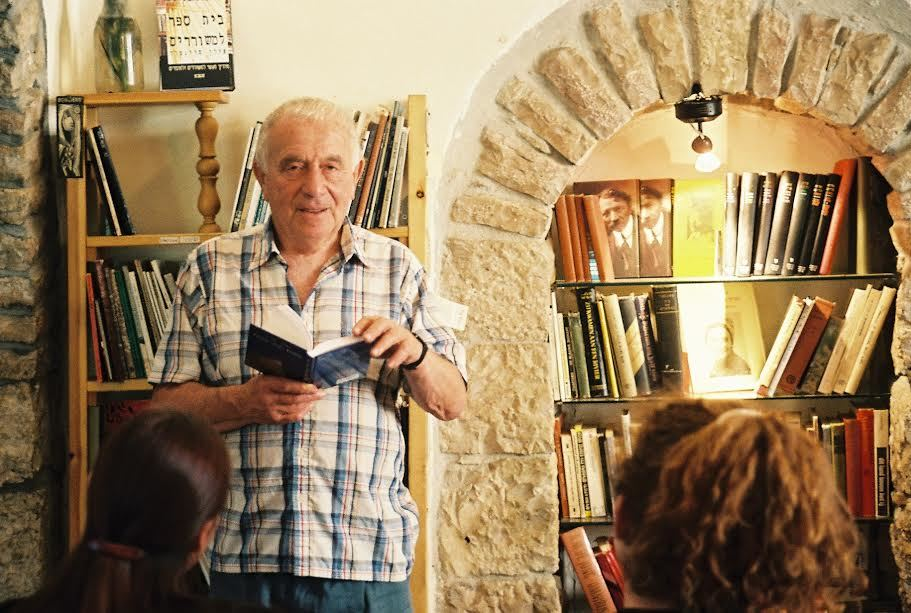
Jehuda Amichai (1924–2000)

- Amici, Denis (* 1972), san-marinesischer Politiker; Capitano Reggente (Staatsoberhaupt) von San Marino
- Amici, Domenico (* 1808), italienischer Kupferstecher
- Amici, Giovanni Battista (1786–1863), italienischer Astronom, Optiker und Physiker
- Amici, Giuseppe (1939–2006), san-marinesischer Politiker
- Amici, Vanio (* 1947), italienischer Filmeditor und Filmregisseur
- Amicia de Montfort († 1252), Äbtissin von Montargis
- Amicia FitzWilliam († 1225), anglonormannische Adlige
- Amick, George (1924–1959), US-amerikanischer Rennfahrer
- Amick, Mädchen (* 1970), US-amerikanische SchauspielerinMädchen Amick (* 1970)

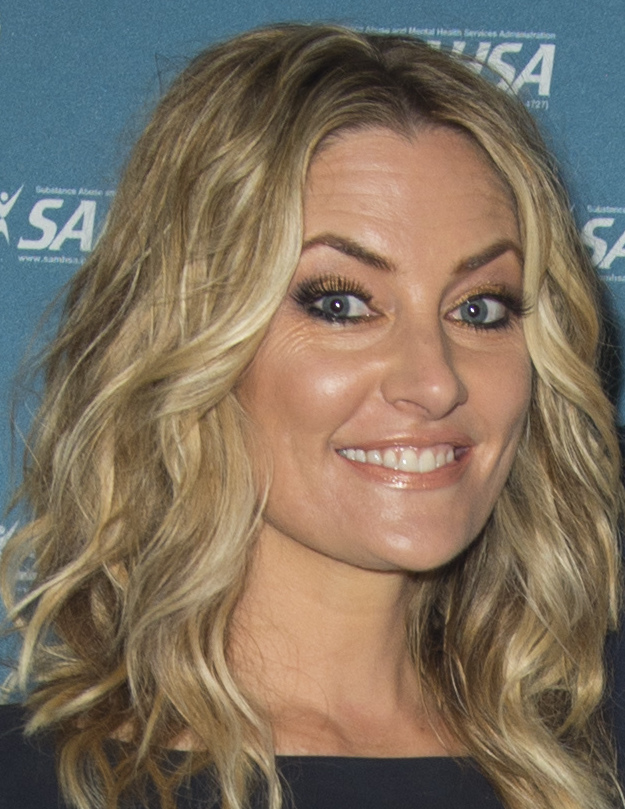
Mädchen Amick (* 1970)

- Amick, Red (1929–1995), US-amerikanischer Rennfahrer
- Amico, David (* 1951), US-amerikanischer Maler und Zeichner
- Amico, Gianni (1933–1990), italienischer Dokumentarfilmregisseur, Filmregisseur, Drehbuchautor und Kulturschaffender
- Amico, Giovanni Biagio (1684–1754), italienischer Architekt
- Amicucci, Ermanno (1890–1955), italienischer Journalist und Politiker, Mitglied der camera

### Amid
- Amidane, El Wali (* 1986), marokkanischer Menschenrechtsaktivist
- Amidane, Elkouria (* 1985), sahrauische Menschenrechtsaktivistin
- Amidei, Martina (* 1991), italienische Leichtathletin
- Amidei, Sergio (1904–1981), italienischer Drehbuchautor
- Āmidī, al- († 1233), islamischer Rechtsgelehrter und Theologe
- Amidon, George H. (1904–1976), US-amerikanischer Politiker und Treasurer von Vermont
- Amidou (1935–2013), marokkanischer Schauspieler
- Amidror, Yaakov (* 1948), israelischer Generalmajor der Reserve und Publizist

### Amie
- Amiel, Barbara (* 1940), britisch-kanadische Journalistin und Schriftstellerin
- Amiel, Denys (1884–1977), französischer Schriftsteller und Dramatiker
- Amiel, Henri-Frédéric (1821–1881), französischsprachiger Schweizer Schriftsteller und Philosoph
- Amiel, Irit (1931–2021), polnisch-israelische Dichterin, Schriftstellerin und Übersetzerin
- Amiel, Jon (* 1948), britischer Regisseur und Filmproduzent
- Amiel, Oren (* 1971), israelischer Basketballtrainer und -spieler
- Amiel, Pierre († 1245), französischer Erzbischof von Narbonne
- Amiel, Thierry (* 1982), französischer Popsänger
- Amier, Yassine (* 1962), algerischer Tennisspieler
- Amière, Marie (* 1976), deutsches Model, Moderatorin und Schauspielerin
- Amies, Edwin Hardy (1909–2003), britischer Modedesigner
- Amiet, Bruno (1903–1956), Schweizer Lokalhistoriker
- Amiet, Cuno (1868–1961), Schweizer Maler, Zeichner, Graphiker und BildhauerCuno Amiet (1868–1961)

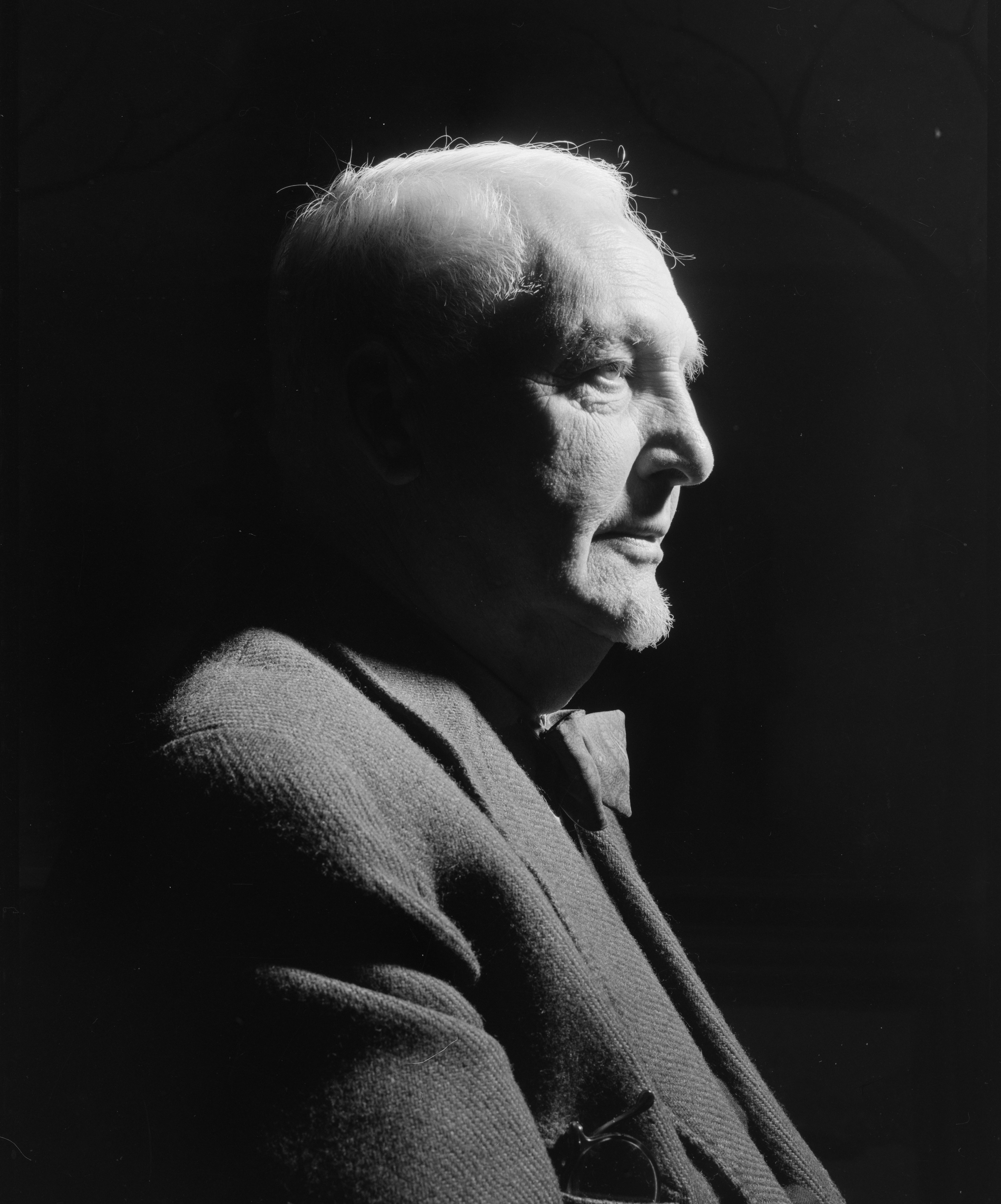
Cuno Amiet (1868–1961)

- Amiet, Jakob (1817–1883), Schweizer Jurist und Schriftsteller
- Amiet, Josef Ignaz (1827–1895), Schweizer Historiker, Staatsschreiber und Staatsarchivar
- Amiet, Robert (1911–2000), französischer katholischer Priester und Liturgiewissenschaftler
- Amiez, Sébastien (* 1972), französischer Skirennläufer
- Amiez, Steven (* 1998), französischer Skirennläufer
- Amiezi, Alain Clément (* 1970), ivorischer Geistlicher und römisch-katholischer Bischof von Odienné

### Amig
- Amiga, Coral, Schauspielerin
- Amigo Vallejo, Carlos (1934–2022), spanischer Ordensgeistlicher, römisch-katholischer Erzbischof von Sevilla und Kardinal
- Amigo, Agustin (* 1970), spanisch-schweizerischer Gitarrist und Komponist
- Amigó, Luis (1854–1934), spanischer Kapuziner, römisch-katholischer Bischof und Ordensgründer
- Amigo, Vicente (* 1967), spanischer Flamencogitarrist und -komponist
- Amigo, Xavier (* 1972), spanischer Rallye-Copilot
- Amigoni, Jacopo (1682–1752), italienischer Maler des Rokoko
- Amiguet, Jean-François (* 1950), Schweizer Filmregisseur
- Amiguet, Jules (1867–1946), Schweizer evangelischer Geistlicher und Hochschullehrer
- Amiguet, Marcel (1891–1958), Schweizer Maler und Porträtgrafiker

### Amih
- Amihai, Yuval (* 1981), israelischer Jazzmusiker (Gitarre, Komposition)
- Amihere Essuah, Joseph (1908–1980), ghanaischer römisch-katholischer Geistlicher und Bischof von Sekondi-Takoradi

### Amik
- Amike, Henry (* 1961), nigerianischer Leichtathlet

### Amil
- Amil (* 1978), US-amerikanische Rapperin
- Amila, Jean (1910–1995), französischer Schriftsteller
- Amili, Bahauddin (1546–1622), schiitischer Theologe und Jurist im Persien der Zeit der Safawiden
- Amilia, Barthélemy (1609–1673), französischer römisch-katholischer Geistlicher und Dichter okzitanischer Sprache
- Ämiliani, Hieronymus (1486–1537), Ordensgründer und Heiliger

### Amim
- Amimour, Samy (1987–2015), französischer Selbstmordattentäter

### Amin
- Amin Abou Heif (1919–1998), ägyptischer Tischtennisspieler und -funktionär
- Amin Liew Abdullah (* 1962), bruneiischer, chinesischstämmiger Politiker
- Amin, Adnan Z., kenianischer Diplomat
- Amin, Ahmad, DeutschrapperAhmad Amin

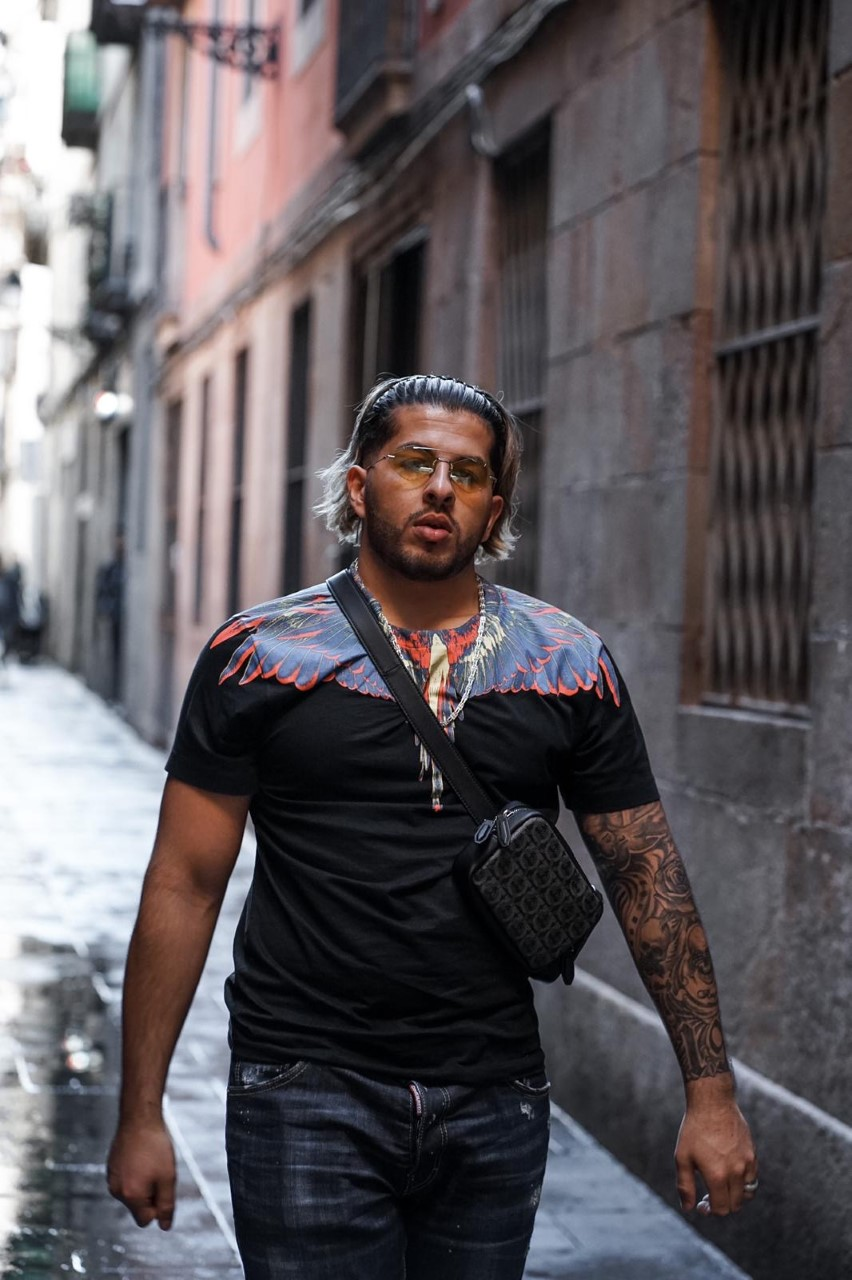
Ahmad Amin

- Amīn, al- (787–813), sechster Kalif der Abbasiden (809–813)
- Amin, Amirul Haque (* 1961), bangladeschischer Gewerkschaftsführer
- Amin, Amrin (* 1978), singapurischer Politiker
- Amin, Anam (* 1992), pakistanische Cricketspielerin
- Amin, Ayten (* 1978), ägyptische Drehbuchautorin und Filmregisseurin
- Amin, Banu (1895–1983), iranische Mudschtahid und Theologin
- Amin, Bassem (* 1988), ägyptischer Schachgroßmeister
- Amin, Fuad (* 1972), saudi-arabischer Fußballspieler
- Amin, Hafizullah (1929–1979), afghanischer Politiker
- Amin, Hamdi al (* 1997), katarischer Hochspringer
- Amin, Hassan (* 1991), deutsch-afghanischer Fußballspieler
- Amin, Idi († 2003), ugandischer DiktatorIdi Amin († 2003)

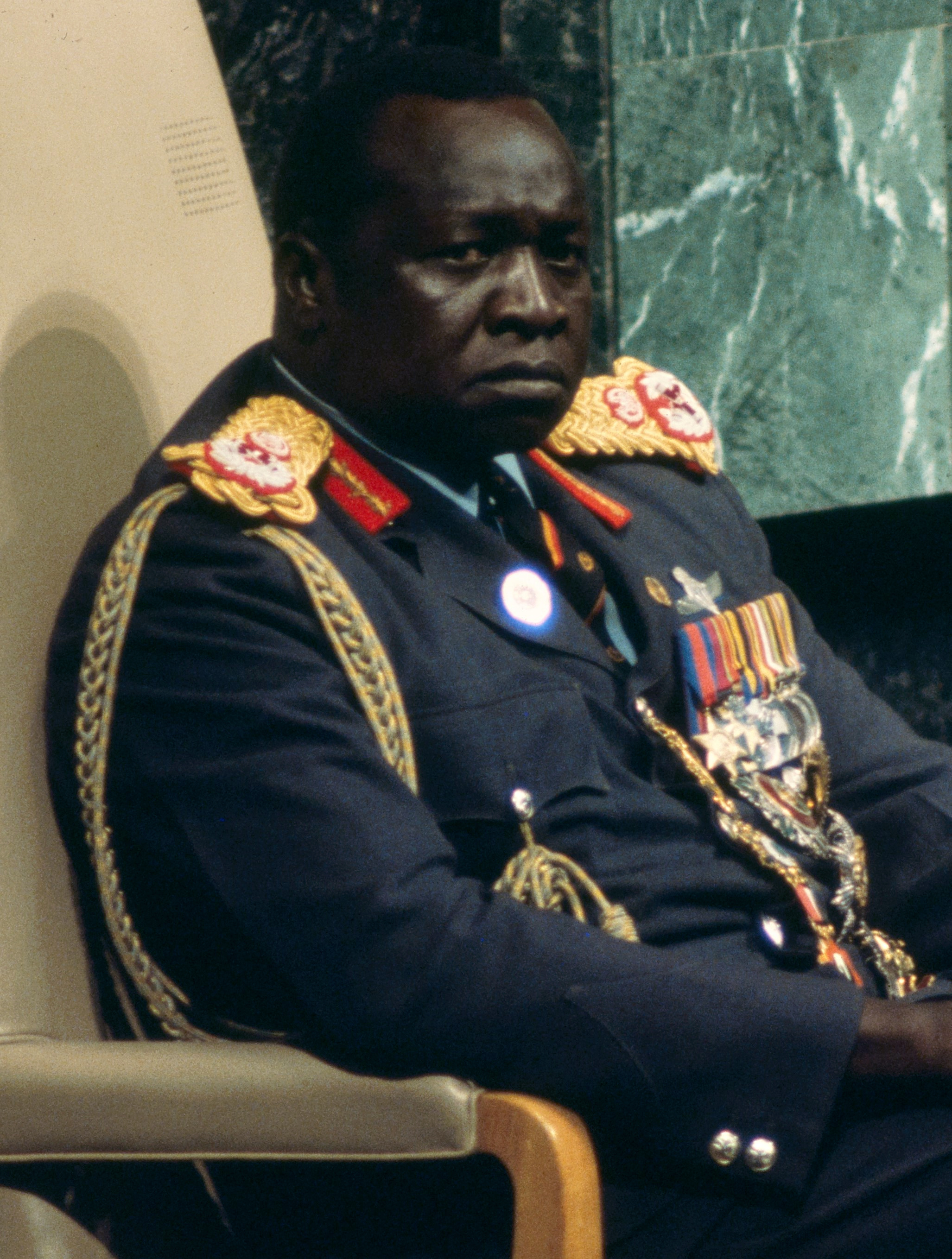
Idi Amin († 2003)

- Amin, Jehangoo (* 1917), indischer Radrennfahrer
- Amin, Ma’ruf (* 1943), indonesischer Politiker, islamischer Geistlicher und Dozent
- Amin, Mohamed, ägyptischer Fußballspieler
- Amin, Mohammad (* 1980), saudi-arabischer Fußballspieler
- Amin, Nashrul (* 1997), singapurischer Fußballspieler
- Amin, Neda (* 1984), iranische Journalistin
- Amin, Nora (* 1970), ägyptische Schriftstellerin, Performancekünstlerin, Tänzerin und Choreografin
- Amin, Norhasikin, malaysische Badmintonspielerin
- Amin, Nurul (1893–1974), pakistanischer Politiker
- Amin, Peyman (* 1971), deutscher Modelagent
- Amīn, Qāsim (1863–1908), ägyptischer Jurist
- Amin, Rizgar Muhammad (* 1957), irakischer Richter
- Amin, Samir (1931–2018), ägyptisch-französischer Ökonom und Kritiker des Neokolonialismus
- Amin, Twana (* 1981), kurdisch-irakischer Autor, Übersetzer und Journalist
- Amina, Hausa-Königin
- Āmina bint Wahb, Mutter des Propheten Mohammed
- Amina Rani Kilegefaanu, Sultana der Malediven
- Aminata (* 1993), lettische Sängerin
- Aminati, Daniel (* 1973), deutscher Schauspieler, Sänger und FernsehmoderatorDaniel Aminati (* 1973)

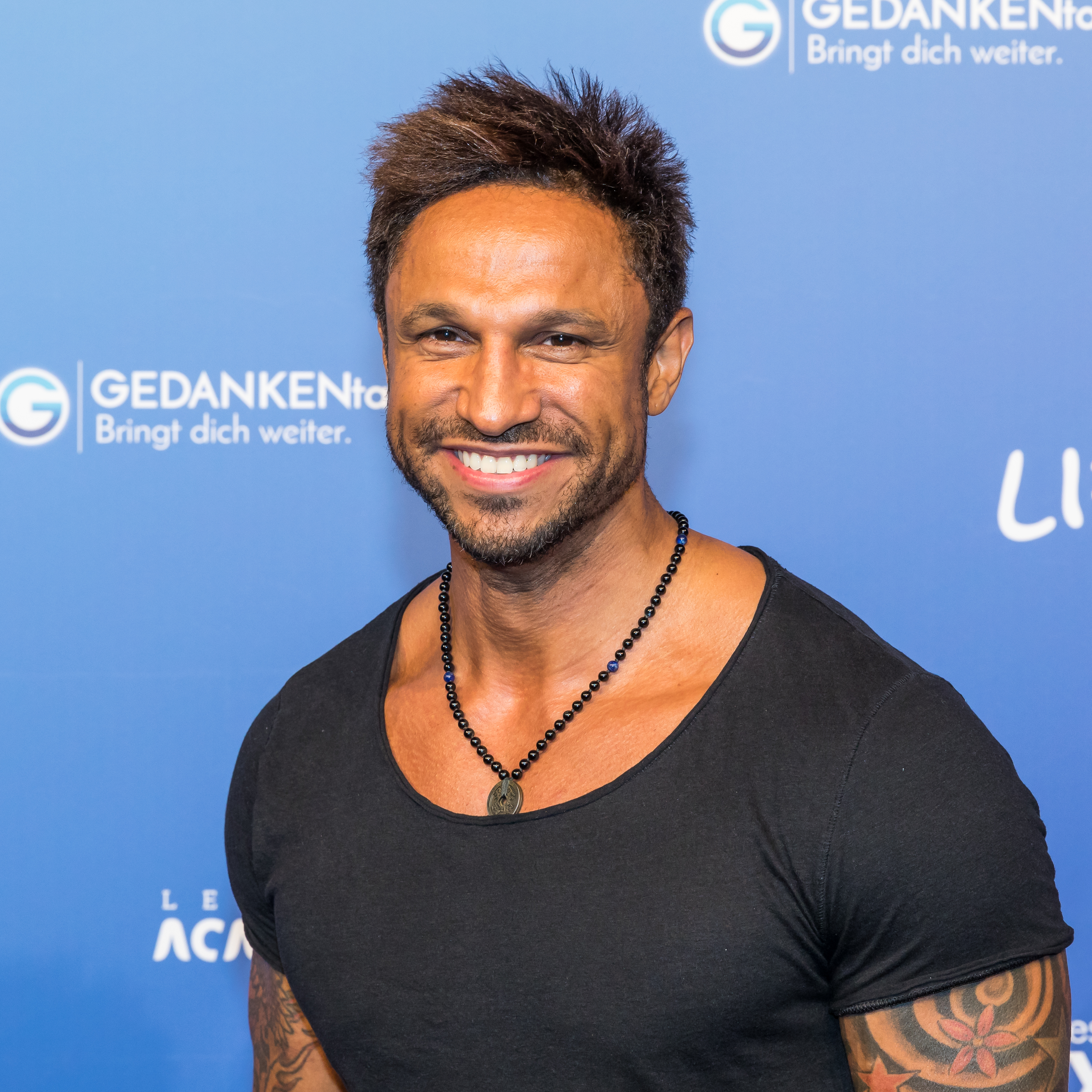
Daniel Aminati (* 1973)

- Aminde, Hans-Joachim (1936–2020), deutscher Architekt, Stadtplaner und Hochschullehrer
- Aminde, Ulf (* 1969), deutscher Installationskünstler, Filmemacher
- Aminé (* 1994), US-amerikanischer Rapper
- Amine, Bader el (* 1984), marokkanischer Hürdenläufer
- Amine, Myles (* 1996), san-marinesischer Ringer
- Amini, Ali (1905–1992), iranischer Ministerpräsident
- Amini, Amir (* 1984), iranischer Basketballspieler
- Amini, Charles (* 1992), papua-neuguineischer Cricketspieler
- Amini, Hossein (* 1966), iranischer Drehbuchautor und Filmregisseur
- Amini, Jina Mahsa (1999–2022), Opfer der iranischen SittenpolizeiJina Mahsa Amini (1999–2022)

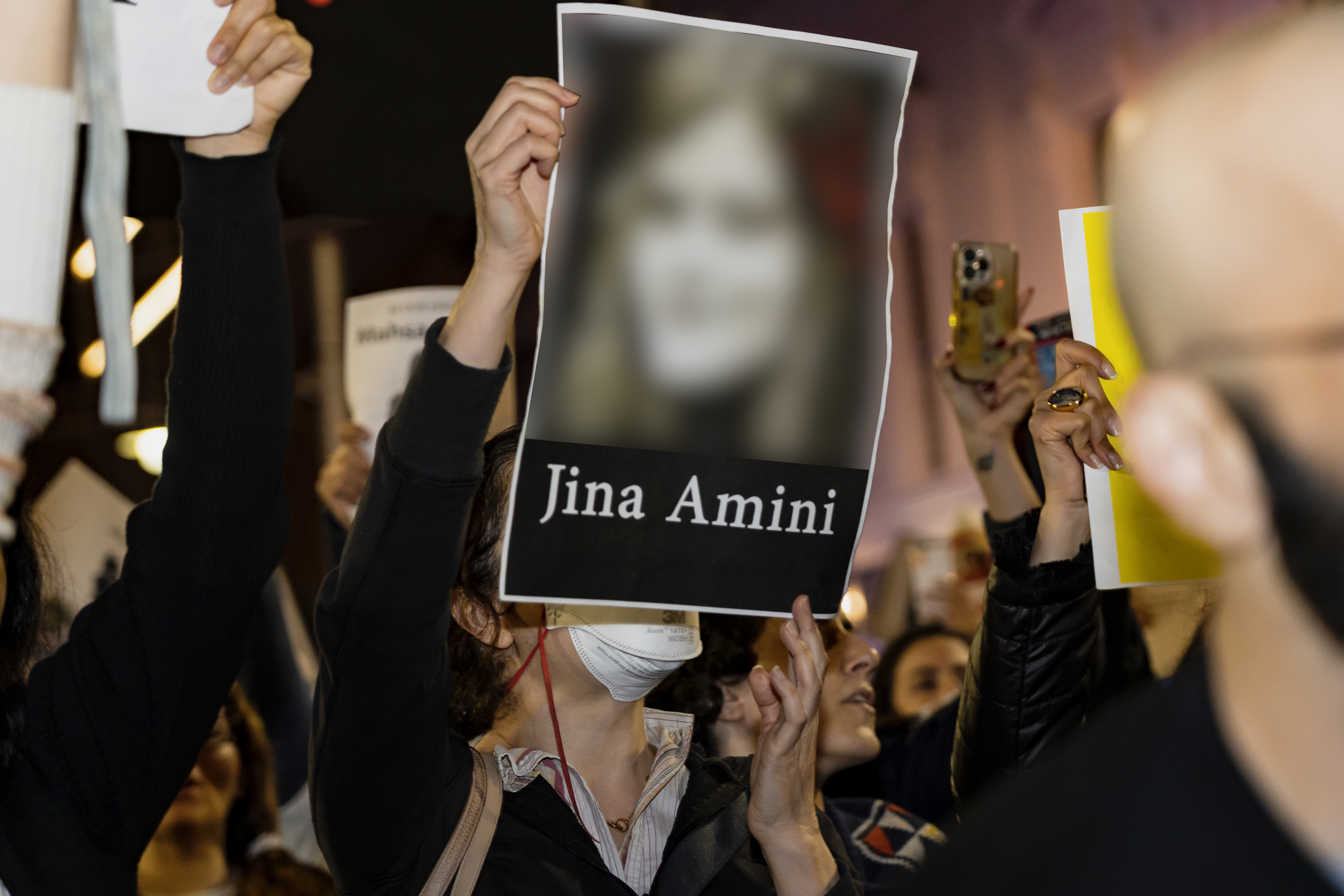
Jina Mahsa Amini (1999–2022)

- Amini, Maren (* 1983), deutsche Illustratorin und Cartoonistin
- Amini, Mohammad (* 2005), iranischer Basketballspieler
- Amini, Mustafa (* 1993), australischer Fußballspieler
- Amini, Shiva, iranische Fußball- und Futsalspielerin
- Amini, Skandar (* 2000), deutscher Schauspieler
- Aminikia, Sahba (* 1981), iranisch-amerikanischer Komponist zeitgenössischer Musik
- Aminishiki, Ryūji (* 1978), japanischer Sumōringer in der japanischen Makuuchi-Division
- Amino, Kiku (1900–1978), japanische Schriftstellerin
- Aminoff, Gregori (1883–1947), schwedischer Mineraloge, Professor der Mineralogie und Künstler
- Aminu, assyrischer König
- Aminu, Al-Farouq (* 1990), US-amerikanischer Basketballspieler
- Aminu, Joel Sadu (* 1997), deutscher Basketballspieler
- Aminu, Mohammed (* 2000), ghanaischer Fußballspieler
- Aminuddin Ihsan (* 1966), bruneiischer Militär und Diplomat

### Amio
- Amione, Bruno (* 2002), argentinischer Fußballspieler
- Amiot, französischer Bildhauer
- Amiot, Schweizer Maurer
- Amiot, französischer Maurer
- Amiot, Jean-Claude (* 1939), französischer Dirigent, Komponist und Musikpädagoge
- Amiot, Joseph-Marie (1718–1793), französischer Jesuit und Chinareisender
- Amiot, Ségolène (* 1986), französische Politikerin
- Amiotte, Arthur (* 1942), US-amerikanischer Künstler und Kunsthistoriker vom Stamm der Oglala Lakota

### Amir
- Amir (* 1984), israelisch-französischer SängerAmir (* 1984)

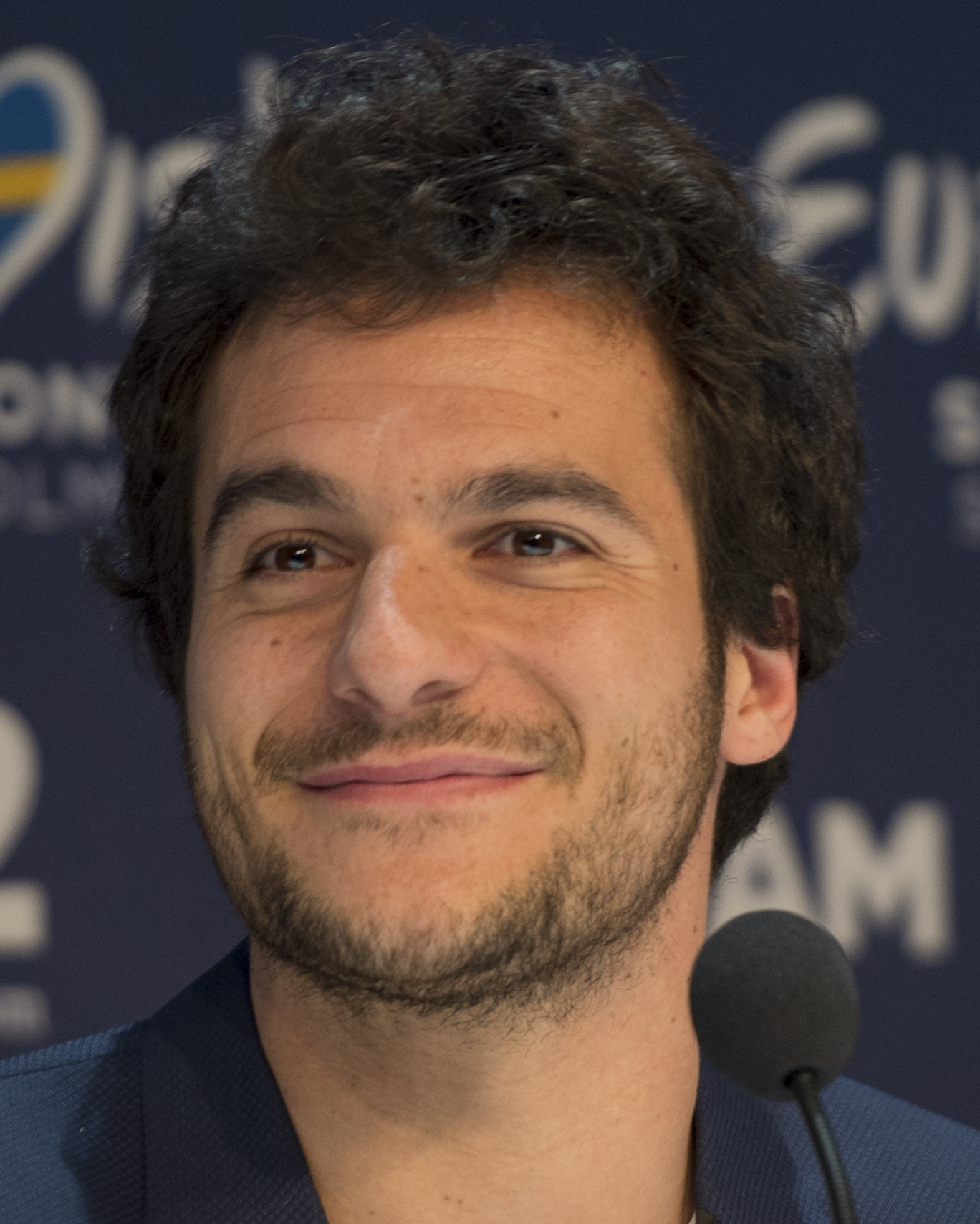
Amir (* 1984)

- Amir al-Dandal (* 1980), syrisches Oberhaupt des Stamms der Al Uqaydat (Aghedat)
- Amir Chusrau (1253–1325), indisch-persischer Dichter und Musikwissenschaftler
- Amir Muhammad (* 1972), malaysischer Journalist und Filmemacher
- Amir, Dov (1912–1980), deutsch-israelischer Archivar
- Amir, Eli (* 1937), israelischer Autor, Journalist
- Amir, Hoda Bin (* 1954), libysche Politikerin
- Amir, Ibrahim (* 1984), syrischer Arzt und Dramatiker
- Amir, Israel (1902–2002), israelischer Luftwaffenkommandeur
- Amir, Jigal (* 1970), jüdisch-fundamentalistischer Student und Attentäter auf Jitzhak RabinJigal Amir (* 1970)

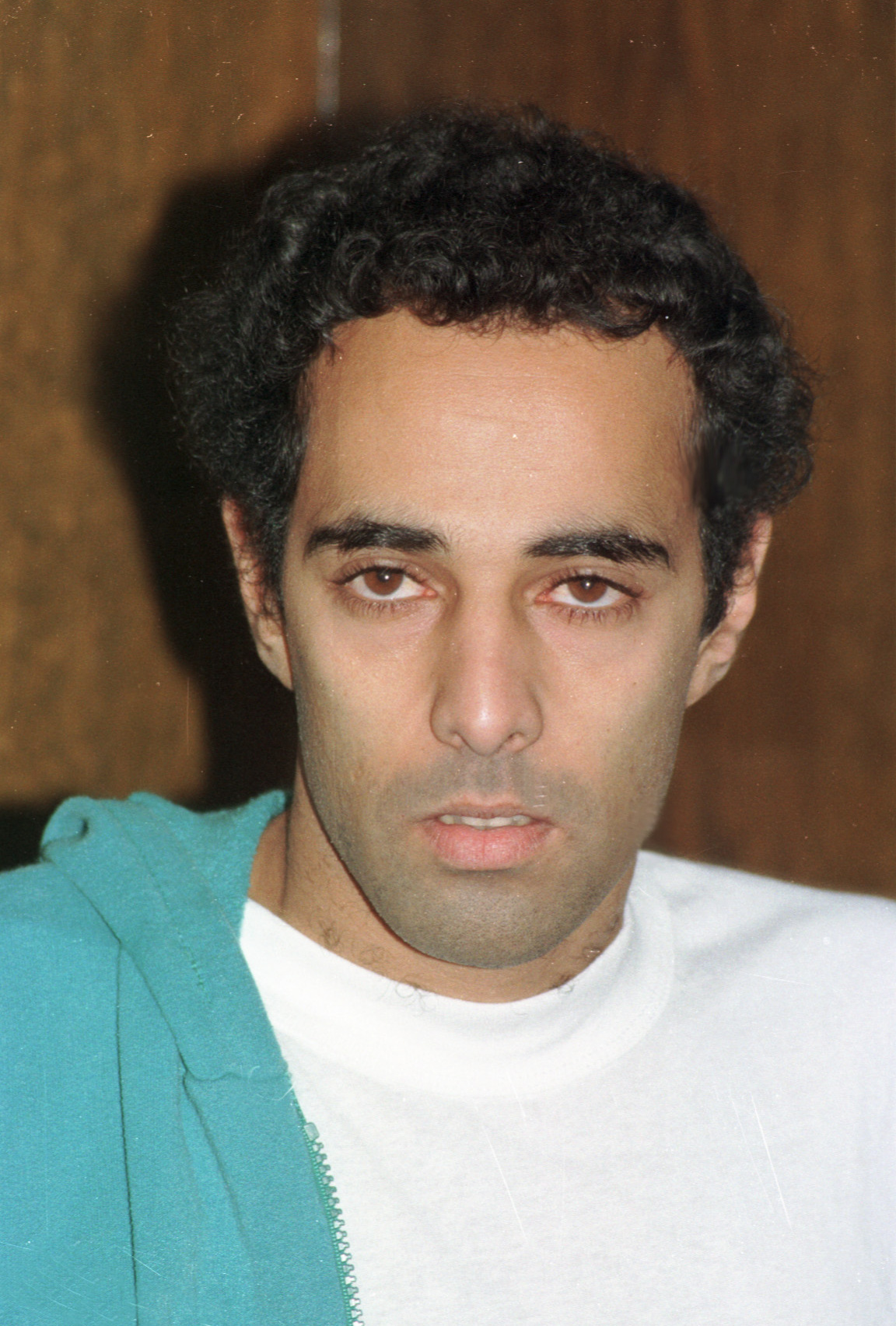
Jigal Amir (* 1970)

- Amir, Mohammad (* 1992), pakistanischer Cricketspieler
- Amir, Tal (* 1956), israelische Sängerin
- Amir, Yehoshua (1911–2002), israelischer Rabbiner, Philosoph und Hochschullehrer
- Amir-Abdollahian, Hossein (1964–2024), iranischer Diplomat und Außenminister
- Amir-Ahmadi, Ahmad (1884–1974), iranischer Militär, Generalleutnant der iranischen Armee und Minister des Iran
- Amir-Moezzi, Mohammad Ali (* 1956), französischer Islam- und Religionswissenschaftler
- Amira, Karl von (1848–1930), deutscher Rechtshistoriker
- Amiraghjan, Ani (* 1993), armenische Tennisspielerin
- Amiragow, Slawa (1926–1990), sowjetischer Ruderer
- Amiralay, Omar (1944–2011), syrischer Filmemacher
- Amiran, Ruth (1914–2005), israelische Archäologin
- Amirante, Francesco (1933–2024), italienischer Verfassungsrichter
- Amirante, Salvatore (* 1984), italienischer Fußballspieler
- Əmiraslanov, Əhliman (* 1947), aserbaidschanischer Onkologe, Rektor der Medizinischen Universität von Aserbaidschan
- Amirchanjan, Robert (* 1939), armenischer Komponist, Pädagoge, Hochschullehrer
- Amiredschibi, Tschabua (1921–2013), georgischer Schriftsteller
- Amirfallah, Jacqueline (* 1960), deutsche Fernsehköchin deutsch-iranischer Abstammung
- Amiri, Ali (* 1985), deutsch-afghanischer Fußballspieler
- Amiri, Amine (* 1994), marokkanischer Snookerspieler
- Amiri, Mary (* 1971), deutsche Fernsehmoderatorin
- Amiri, Mike (* 1976), iranisch-amerikanischer Modedesigner
- Amiri, Nadiem (* 1996), deutsch-afghanischer Fußballspieler
- Amiri, Natalie (* 1978), deutsch-iranische Journalistin und FernsehmoderatorinNatalie Amiri (* 1978)

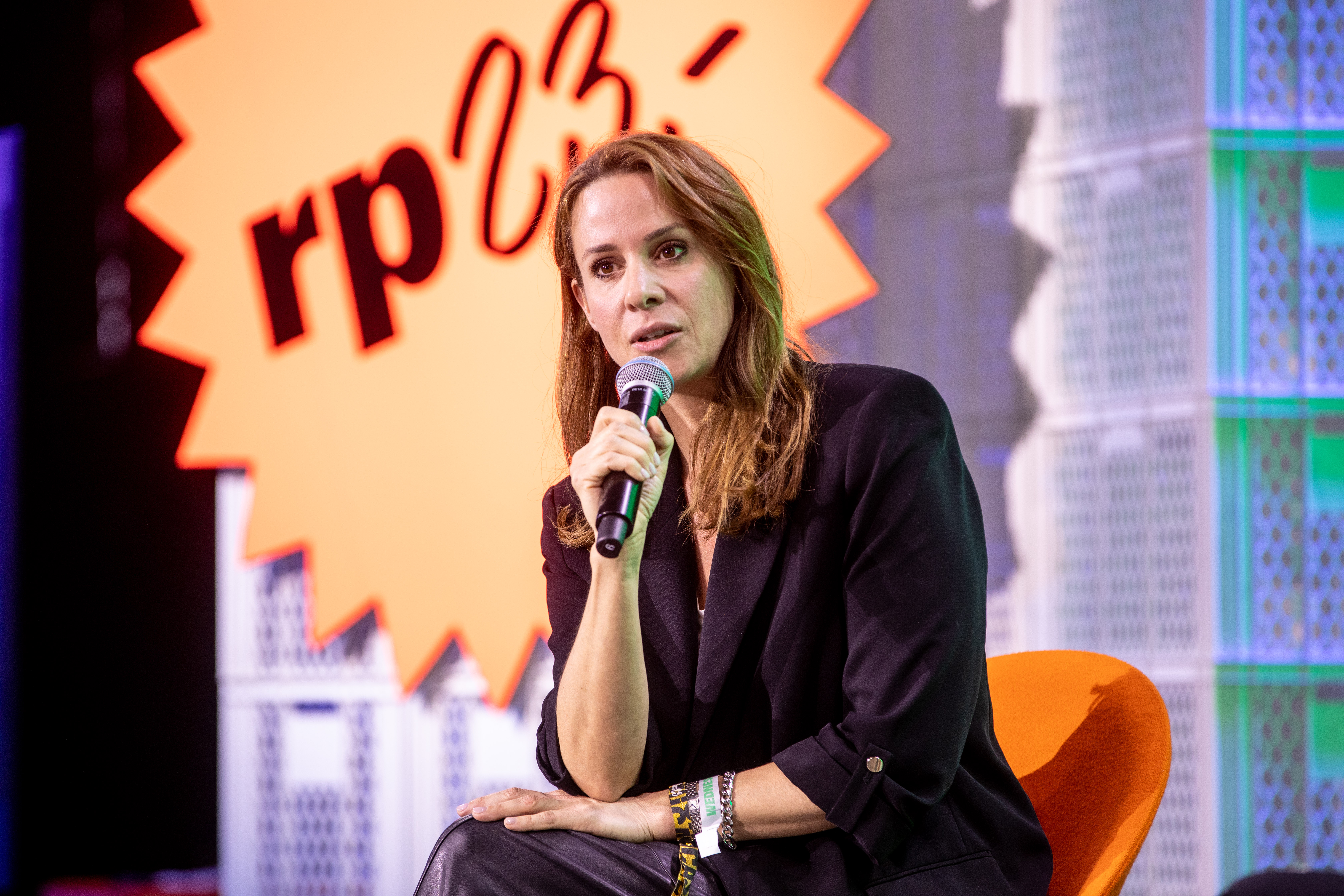
Natalie Amiri (* 1978)

- Amiri, Negah (* 1993), deutsche Stand-Up-Comedienne und Moderatorin
- Amiri, Norlla (* 1991), schwedisch-afghanischer Fußballspieler
- Amiri, Rina, afghanisch-amerikanische Diplomatin sowie Sonderbeauftragte für Frauen, Mädchen und Menschenrechte im von den radikalislamischen Taliban regierten Afghanistan
- Amiri, Sarah al- (* 1987), Ministerin und leitende Wissenschaftlerin der Raumfahrtbehörde der Vereinigten Arabischen Emirate
- Amiri, Schahram (1977–2016), iranischer AtomphysikerSchahram Amiri (1977–2016)

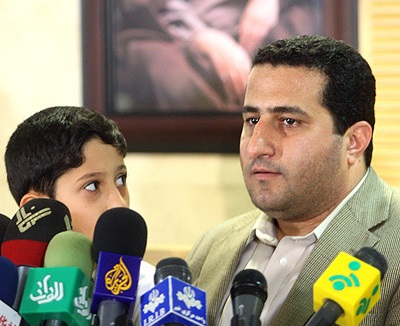
Schahram Amiri (1977–2016)

- Amiri, Shamsuddin (* 1985), afghanischer Fußballspieler
- Amiri, Vahid (* 1988), iranischer Fußballspieler
- Amiri, Zohib Islam (* 1987), afghanischer Fußballspieler
- Amiri, Zubayr (* 1990), afghanischer Fußballspieler
- Amirian, Ali (* 2003), iranischer Mittelstreckenläufer
- Amirian, Benik (* 1929), iranischer Skirennläufer
- Amirian, Krikor (1888–1964), armenischer Revolutionär, osmanischer Oberst
- Amirilajew, Adam Baschirowitsch (* 1963), russischer Politiker
- Amiripour, Negin (* 1985), iranische Badmintonspielerin
- Amirkhanian, Charles (* 1945), US-amerikanischer Radioproduzent, Komponist, Lautdichter und Vertreter der Elektroakustischen Musik
- Əmirov, Fikrət (1922–1984), aserbaidschanischer Komponist
- Amirov, Fozil (1914–1979), usbekisch-sowjetischer Chirurg
- Amirova, Zamira (* 1979), usbekische Leichtathletin
- Amirow, Said Dschaparowitsch (* 1954), russisch-dagestanischer Politiker, Ökonom und Bürgermeister
- Amirowa, Sussanna Andrejewna (1919–2006), sowjetisch-russische Chemikerin und Hochschullehrerin
- Amirpour, Ana Lily (* 1980), US-amerikanische Regisseurin und Drehbuchautorin
- Amirpur, Katajun (* 1971), deutsche Journalistin und Islamwissenschaftlerin
- Amirsedghi, Nasrin (* 1957), deutsche Publizistin, Philologin und Orientalistin
- Amirudin, Jamal (* 1987), singapurischer Sprinter
- Amiry, Suad (* 1951), palästinensische Architektin und Friedensaktivistin

### Amis
- Amis, Kenneth (* 1970), US-amerikanischer Tubist
- Amis, Kingsley (1922–1995), britischer Schriftsteller
- Amis, Martin (1949–2023), englischer Schriftsteller
- Amis, Suzy (* 1962), US-amerikanische Filmschauspielerin und ehemaliges FotomodellSuzy Amis (* 1962)

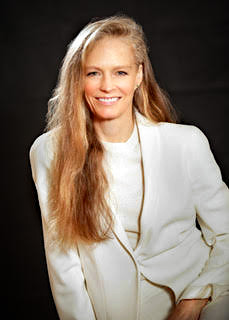
Suzy Amis (* 1962)

- Amisani, Giuseppe (1881–1941), italienischer Maler
- Amisi, Mobange (* 1964), kongolesischer Radrennfahrer
- Amison, Naima-Zahra (* 2003), dschibutische Schwimmerin
- Amiss, Dennis (* 1943), englischer Cricketspieler
- Amissah, John Kodwo (1922–1991), ghanaischer Geistlicher, römisch-katholischer Erzbischof von Cape Coast
- Amissah, Joshua (* 1995), Schweizer Autor, Kurator, Gastdozent und bildender Künstler
- Amisse, Loïc (* 1954), französischer Fußballspieler und -trainer
- Amisselle, Jacques, französischer Maler und Vergolder
- Amissi, Cédric (* 1990), burundischer Fußballspieler
- Amissi, Mohamed (* 2000), belgisch-burundischer Fußballspieler
- Amisulaschwili, Aleksandre (* 1982), georgischer Fußballspieler

### Amit
- Amit, Daniel J. (1938–2007), israelischer Physiker
- Amit, Doron (* 1982), israelischer Schauspieler
- Amit, Meir (1921–2009), israelischer General, Direktor des israelischen Geheimdienstes Mossad (1963–1968)Meir Amit (1921–2009)

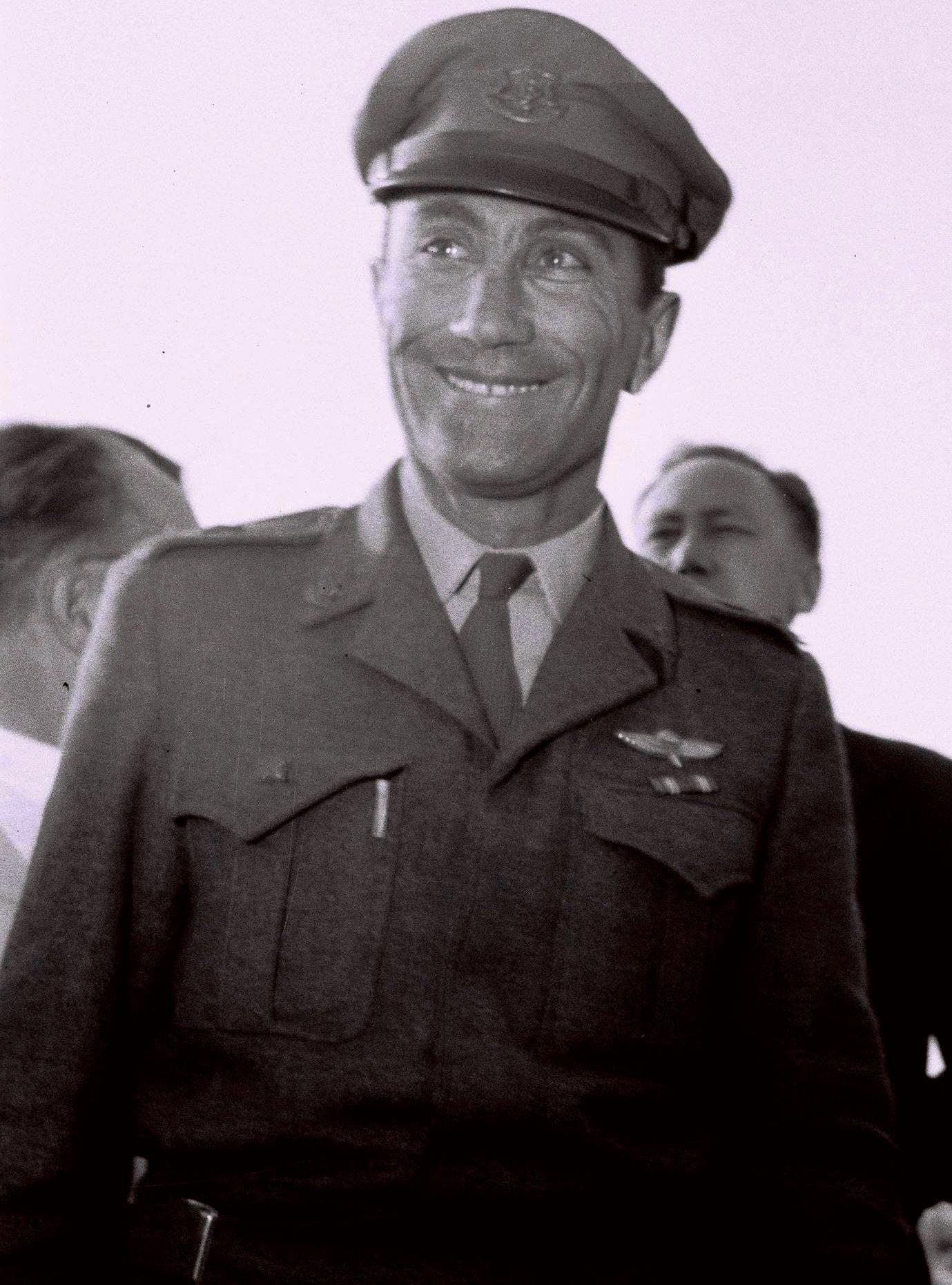
Meir Amit (1921–2009)

- Amit, Rafi (* 1980), israelischer Pokerspieler
- Amita, Arnel (* 1995), philippinischer Fußballspieler
- Amitai, Reuven (* 1955), amerikanisch-israelischer Historiker
- Amital, Jehuda (1924–2010), israelischer Politiker und Rabbiner
- Amitrano, Salvatore (* 1975), italienischer Ruderer
- Amitrapai, Savitree (* 1988), thailändische Badmintonspielerin
- Amitsur, Shimshon (1921–1994), israelischer Mathematiker

### Amiz
- Amizic, Mario (* 1954), kroatischer Tischtennistrainer